# Claus Erhorn
Claus Erhorn, född den 18 januari 1959 i Hamburg-Harburg i Tyskland, är en västtysk ryttare.
Han tog OS-guld i lagtävlingen i fälttävlan i samband med de olympiska ridsporttävlingarna 1988 i Seoul.